# Клецька мечеть
Клецька мечеть — нині втрачена, що розташовувалась у місті Клецку по вулиці Заслонова 8 (колишній татарський завулок). Побудована у 1881, згоріла у війну.

## Історія
У XIX столітті вже існувала сформована мусульмансько-татарська громада Північно-Західного краю. Община докладала великих зусиль у справі будівництва нових мечетей, так у середині ХІХ століття з'явилися мечеті в Узді та Смиловичах.
У 1880 площу під будівництво клецької мечеті пожертвував Якуб Якубовський. Мечеть збудована у 1881. Дерево для будівництва подарували князі Радивіли.
У 1883-1884 отримано дозвіл на будівництво парафій у Клецку та Копилі.
У 1886 засновано прихід.
Мечеть ремонтувалася в 1911, 1930-1931.

## Архітектура
Основним матеріалом для будівництва мечетей у литовських татар було дерево. Галина Мішкінене виділяє чотири архітектурні типи мечетей, що розрізняються за формою та структурою дахів. Клецьку мечеть вона відносить до мечетей у яких є «дах чотирисхилий з гребенем».

З. Канапацька пише, що клецька мечеть була побудована місцевими майстрами, тому була типовим взірцем прикордонного дерев'яного зодчества.

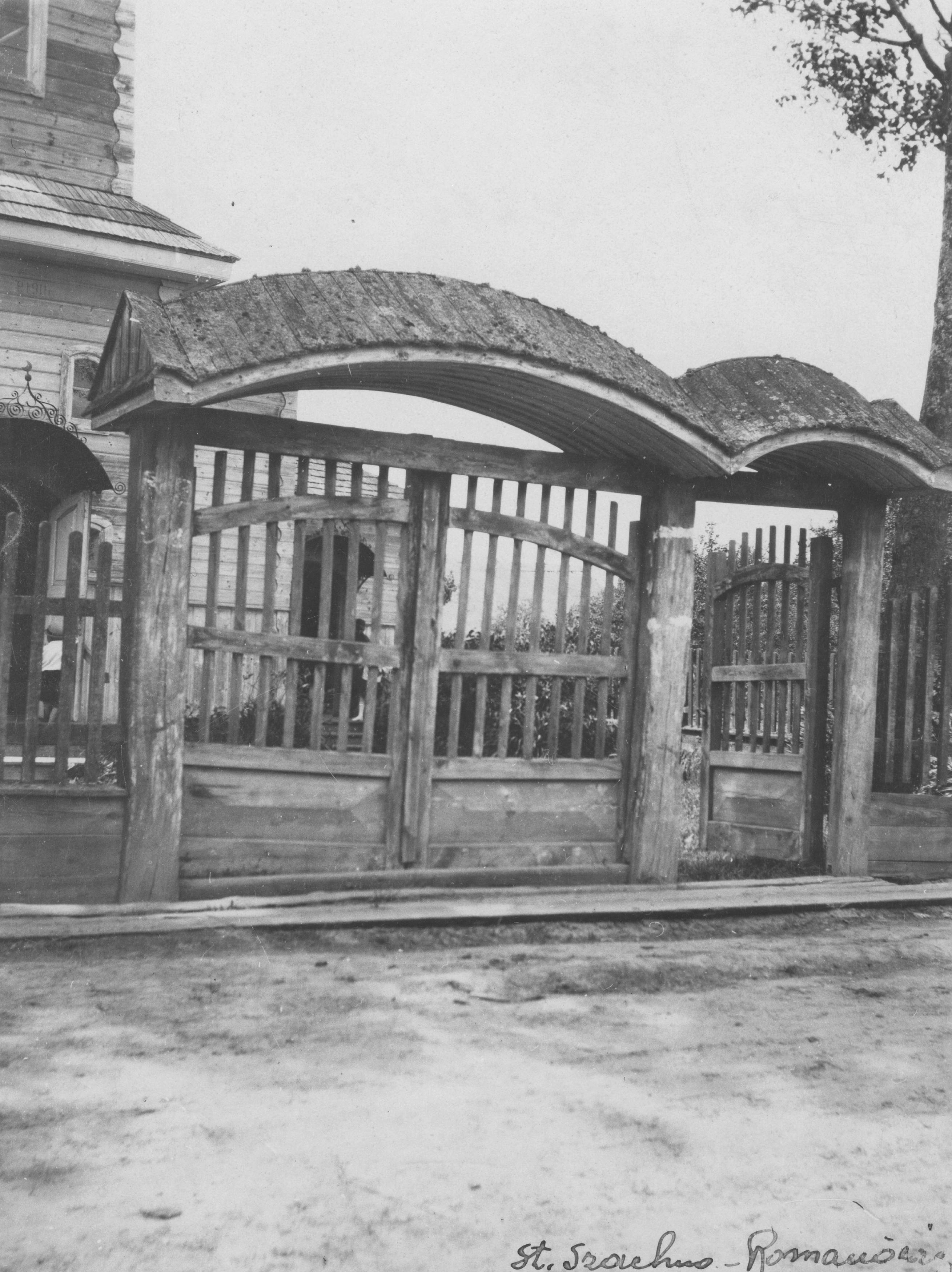
Ворота в мечеть
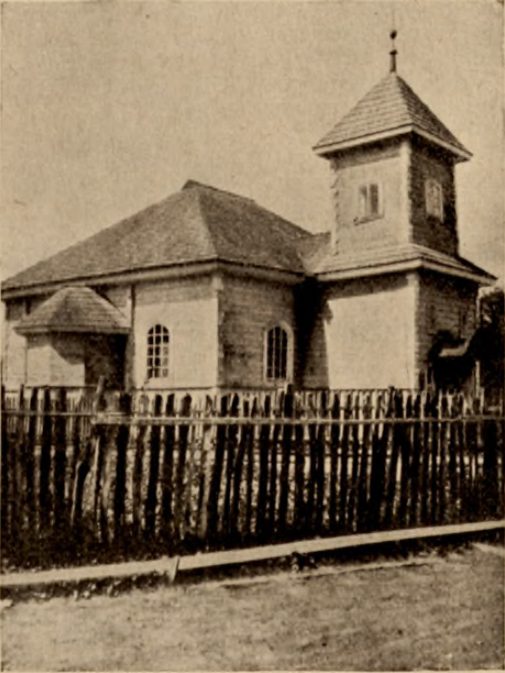
Мечеть 1901-1927
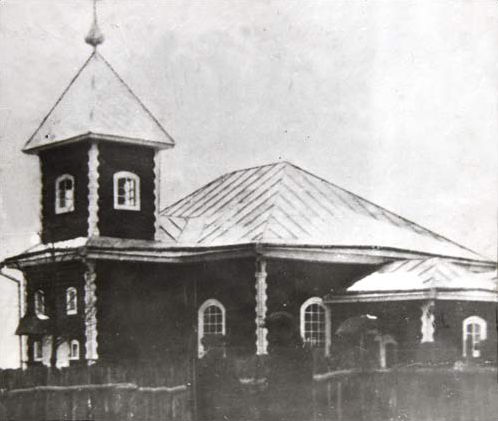
Мечеть 1928